# Маньпупуньор
Стовпи вивітрювання (мансійські боввани) — геологічна пам'ятка у Троїцько-Печорському районі Республіки Комі Російської Федерації на горі Мань Пупу Ньор (ця назва мовою мансі означає «Мала гора ідолів»), в межиріччі річок Ічотляга і Печори. Останців 7, висота від 30 до 42 м. З ними пов'язані численні легенди, раніше ці стовпи вивітрювання були об'єктами культу мансі.
Знаходяться досить далеко від населених місць. Дістатися до стовпів можуть лише підготовлені туристи. З боку Свердловської області і Пермського краю є піший маршрут.
Стовпи вважаються одним із Семи чудес Росії.
Близько 200 мільйонів років тому на місці кам'яних стовпів були високі гори. Проходили тисячоліття. Дощ, сніг, вітер, мороз і спека поступово руйнували гори, і в першу чергу слабкі породи. Тверді серицито-кварцитові сланці, з яких складені останці, руйнувалися менше і збереглися до наших днів, а м'які породи були зруйновані вивітрюванням і знесені водою та вітром у зниження рельєфу.
Один стовп, заввишки 34 м, стоїть дещо осторонь від інших; він нагадує величезну пляшку, перевернуту догори дном. Шість інших вишикувалися в ряд біля краю урвища. Стовпи мають химерні обриси і залежно від місця огляду нагадують то фігуру величезної людини, то голову коня чи барана. В давнину мансі обожнювали грандіозні кам'яні статуї, поклонялися їм, але підніматися на Мань Пупу Ньор було найбільшим гріхом.

## Стародавня мансійська легенда

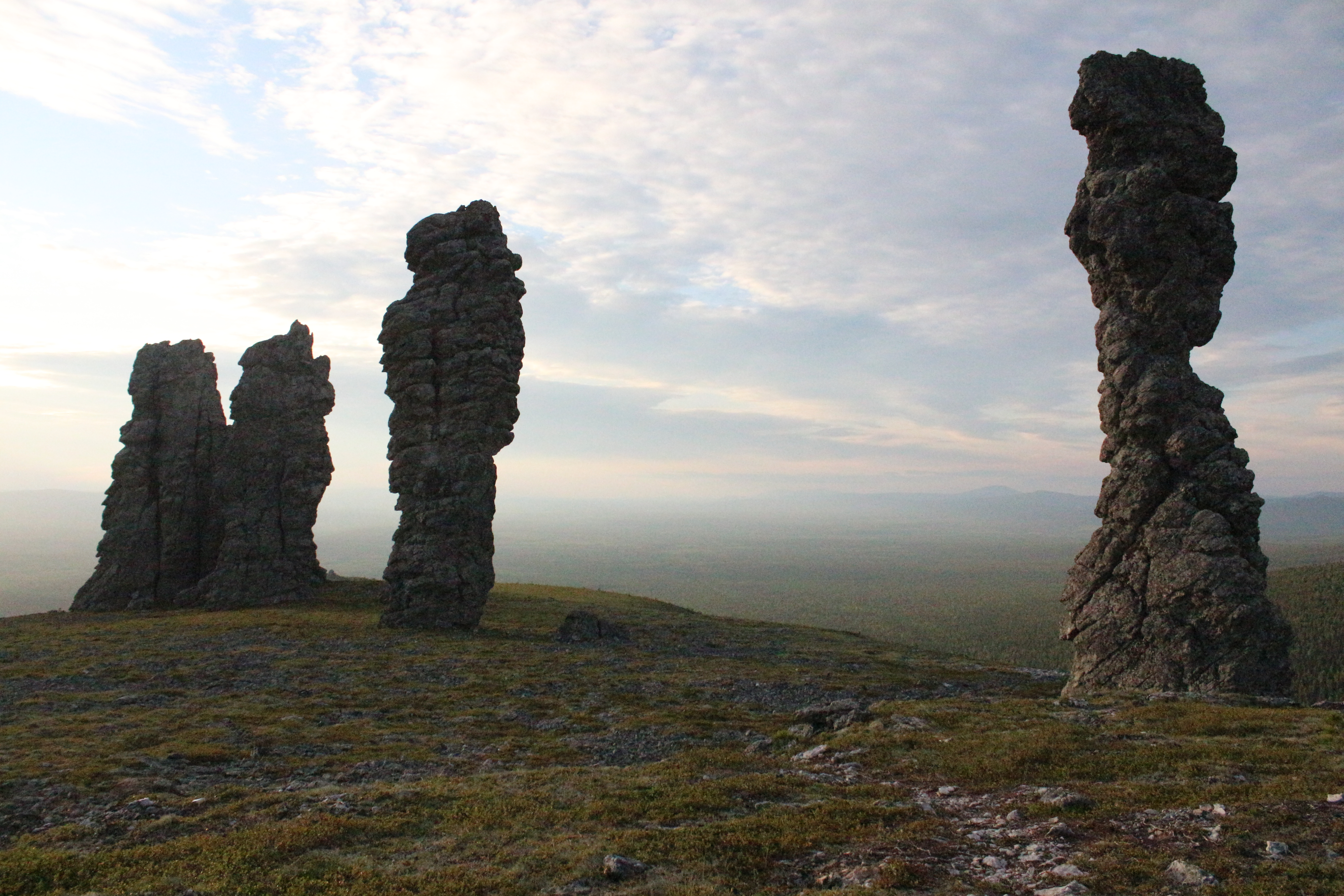
Останці на плато Маньпупунер

«У далекі часи в густих лісах, що підступали до самих Уральських гір, жило могутнє плем'я мансі. Чоловіки племені були такі сильні, що один на один перемагали ведмедя, і так швидкі, що могли наздогнати втікаючого оленя.
У юртах мансі було багато хутра і шкур убитих тварин. З них жінки робили красивий хутряний одяг. Добрі духи, що жили на священній горі Ялпінг-Ньєр, допомагали мансі, тому, що на чолі племені стояв мудрий вождь Куущай, який був у великій дружбі з ними. Були у вождя дочка — красуня Аім і син Пигричум. Далеко за гори рознеслася звістка про красу юної Аім. Вона була струнка, як сосна, що виросла в густому лісі, а співала так добре, що послухати її збігалися олені з долини Иджід-Лягі.
Почув про красу дочки вождя мансі і велетень Торев (Ведмідь), чий рід полював в горах Хараіз. Зажадав він, щоб Куущай віддав йому свою дочку Аім. Але відмовилася, сміючись Аім і від цієї пропозиції. Розгніваний Торев покликав своїх братів велетнів і рушив до вершини Торре-Порро-Із, щоб силою схопити Аім. Неочікувано, коли Пигричум з частиною воїнів був на полюванні, з'явилися велетні перед воротами кам'яного міста. Цілий день тривала гаряча битва біля кріпосних стін.
Під хмарами стріл піднялася Аім на високу вежу і крикнула: — О, добрі духи, врятуйте нас від загибелі! Пошліть додому Пигричума! У ту ж мить у горах заблищали блискавки, вдарив грім, і чорні хмари густою пеленою закрили місто. — Підступна, — заревів Торев, побачивши на вежі Аім. Він кинувся вперед, розтрощуючи все на своєму шляху. І як тільки Аім встигла спуститися з вежі, та впала під страшним ударом дубини велетня. Потім Торев знову підняв свою величезну ломаку і вдарив по кришталевому замку. Замок розсипався на дрібні шматочки, які підхопив вітер і розніс по всьому Уралу. З тих пір і знаходять в Уральських горах прозорі уламки гірського кришталю.
Аім зі жменькою воїнів сховалася під покровом ночі в горах. На світанку почули шум погоні. І раптом, коли вже велетні готові були схопити їх, в променях вранішнього сонця з'явився Пигричум з блискучим щитом і гострим мечем у руках, які дали йому добрі духи. Пигричум повернув щит у бік сонця, і вогненний сніп світла вдарив у вічі велетню, який відкинув убік бубон. На очах здивованих братів велетень і відкинутий вбік бубон стали повільно кам'яніти. З жахом кинулися брати назад, але, потрапивши під промінь щита Пигричума, самі перетворилися на камені.
З тих пір тисячі років стоять вони на горі, яку народ назвав Мань Пупу Ньор (Гора кам'яних ідолів), а неподалік від неї височить велична вершина Койп (Барабан)».